# Wiaczesław Andrusienko
Wiaczesław Andrusienko, (ros.) Вячеслав Андрусенко (ur. 14 maja 1992) – rosyjski pływak, specjalizujący się głównie w stylu dowolnym. 
Brązowy medalista mistrzostw Europy z Debreczyna w sztafecie 4 x 100 m stylem dowolnym.